# Шимпер, Карл Фридрих
Карл Фри́дрих Ши́мпер (нем. Karl Friedrich Schimper; 1803—1867) — немецкий натуралист, философ, поэт, ботаник и морфолог. Брат ботаника Георга Вильгельма Шимпера (1804—1878), двоюродный брат бриолога и палеонтолога Вильгельма Филиппа Шимпера (1808—1880).

## Биография
Карл Фридрих Шимпер родился 15 февраля 1803 года в Мангейме. Учился теологии в Гейдельбергском университете, который окончил в 1822 году. В 1829 году получил степень доктора медицины в Мюнхенском университете. До 1841 года Шимпер жил в Мюнхене.
В 1835 году Шимпер, изучая морфологию одного из видов окопника, создал учение о спиральном листорасположении. Впоследствии оно было развито Александром Брауном, указавшем на математические закономерности в расположении листьев на стебле, лепестков в бутоне, листочков в почке и спиральных сосудах и спирально свёрнутых усиках.
Карл Фридрих Шимпер был одним из основоположников ледниковой теории. Изучая флору скал Баварии, он задался вопросом, каким образом эти глыбы попали в Центральную Европу, и пришёл к выводу, что они были перенесены тающим ледником. В середине 1830-х он передал Луи Агассису записки, в которых излагал свои предположения о доисторическом ледяном покрытии, охватывавшем большую часть Евразии и Северной Америки. В феврале 1837 года он написал научно-юмористическую поэму Die Eiszeit, впервые использовав в ней понятие «ледниковый период» (Eiszeit). Агассис впоследствии раздавал экземпляры этой поэмы на своих лекциях. Поскольку Шимпер крайне неохотно выпускал научные статьи с изложением своих идей, они были подхвачены и развиты Агассисом.
Шимпер, заметив, что многочисленные новостные статьи приписывают авторство теории Агассису, выразил тому своё возмущение, на что Агассис ответил, что «не читает прессы […] и не принимал участие в написании каких-либо статей об их совместной теории, за исключением ещё не изданной официальной, в которой всё расставлено по своим местам». В 1838 году Шимпер и Агассис окончательно поссорились из-за коллекции минералов, служившей одним из доказательств теории. В своей публикации Études sur les glaciers (1840) Агассис вовсе не упоминает имени Шимпера. В том же 1840 году Шимпер издал том стихотворений, в одном из которых обвинял Агассиса в присвоении его идей. Затем он на время оставил продвижение своей теории и на средства будущего короля Баварии Максимилиана отправился в Баварские Альпы для создания сводки местной флоры. После того, как он без разрешения Максимилиана решил расширить область своих исследований на весь Пфальц, принц перестал платить ему заработок. Шимпер оказался в бедственном положении, лишённый материальных благ и в конфликте с геологом Леопольдом фон Бухом.
В письме Александру фон Брауну Агассис писал, что сокрытием имени Шимпера хотел «наказать его за дерзость». Шимпер просил Брауна помочь в разрешении конфликта с Агассисом, однако тот решил остаться в стороне.
В 1845 году великий герцог Баденский Леопольд предоставил Шимперу небольшую пенсию. С 1849 года Шимпер занимался частным преподаванием в Шветцингене, в свободное время продолжая писать стихотворения. Теорию ледников он оставил и сконцентрировался на развитии теории филлотаксиса. Сведения о последних годах жизни Шимпера в психиатрической лечебнице, распространённые одним из друзей Агассиса, не соответствуют действительности. Он умер в своём доме в Шветцингенском дворце после ночного нападения на дворец 21 декабря 1867 года.

## Некоторые публикации
- Schimper, K.F. Beschreibung des Symphytum Zeyheri. — Heidelberg, 1835. — 119 p.
- Schimper, K.F. Gedichte. — Erlangen, Mannheim, 1840—1847.